# Antoni Walaszek
Antoni Walaszek (ur. 19 września 1923 w Pietrzykowicach, zm. 23 stycznia 1995) – polski ekonomista i działacz socjalistyczny, poseł na Sejm PRL III, IV i V kadencji.

## Życiorys
Syn Szczepana i Anny. Podczas II wojny światowej walczył w Batalionach Chłopskich. W 1946 wstąpił do Polskiej Partii Robotniczej. W 1947 ukończył powiatowy kurs partyjny oraz kurs w Wojewódzkiej Szkole Partyjnej w Katowicach. W 1948 został początkowo sekretarzem ds. organizacyjnych w Komitecie Powiatowych PPR w Cieszynie, a następnie I sekretarzem tego komitetu, którym pozostał po powstaniu Polskiej Zjednoczonej Partii Robotniczej, pełniąc tę funkcję do 1950. Następnie był do 1952 słuchaczem Szkoły Partyjnej przy KC PZPR. Uzyskał wykształcenie wyższe ekonomiczne. W latach 1952–1953 pełnił funkcję instruktora, a od 1953 do 1954 kierownika Wydziału Komunikacji Komitetu Wojewódzkiego PZPR w Katowicach. W latach 1954–1959 był I sekretarzem Komitetu Miejskiego partii w Katowicach, w okresie 1959–1960 sekretarzem KW PZPR w Katowicach w latach, zaś w latach 1960–1971 I sekretarzem KW PZPR w Szczecinie. W 1961, 1965 i 1969 uzyskiwał mandat posła na Sejm PRL w okręgu Stargard Szczeciński, przez trzy kadencje zasiadając w Komisji Handlu Zagranicznego.
Pochowany na Cmentarzu Komunalnym Północnym w Warszawie.

## Odznaczenia
- Order Sztandaru Pracy II klasy
- Krzyż Kawalerski Orderu Odrodzenia Polski
- Medal 10-lecia Polski Ludowej
- Odznaka 1000-lecia Państwa Polskiego (1966)[2]